# Joan Baptiste
Joan Jeanetta Baptiste (née le 12 octobre 1959 dans l'île de Saint-Vincent à Saint-Vincent-et-les-Grenadines) est une athlète britannique spécialiste du 100 mètres et du 200 mètres.

## Carrière

### Palmarès
| Date | Compétition                    | Lieu      | Résultat | Épreuve    | Performance |
| ---- | ------------------------------ | --------- | -------- | ---------- | ----------- |
| 1983 | Championnats d'Europe en salle | Budapest  | 2e       | 200 mètres | 23 s 37     |
| 1983 | Championnats du monde          | Helsinki  | 2e       | 4 × 100 m  | 42 s 71     |
| 1986 | Jeux du Commonwealth           | Édimbourg | 1re      | 4 × 100 m  | 43 s 39     |